# 2-й гвардейский бомбардировочный авиационный корпус (второго формирования)
2-й гвардейский бомбардировочный авиационный корпус (второго формирования) (2-й гв. бак) — соединение Военно-Воздушных сил (ВВС) Вооружённых Сил РККА, принимавшее участие в боевых действиях Великой Отечественной войны.

## Наименования корпуса
- 2-й гвардейский авиационный корпус дальнего действия;
- 2-й гвардейский авиационный Брянский корпус дальнего действия;
- 2-й гвардейский бомбардировочный авиационный Брянский корпус (второго формирования);
- 70-й гвардейский бомбардировочный авиационный Брянский корпус;
- 70-й гвардейский тяжёлый бомбардировочный авиационный Брянский корпус;
- Войсковая часть (Полевая почта) 15592.

## Создание корпуса

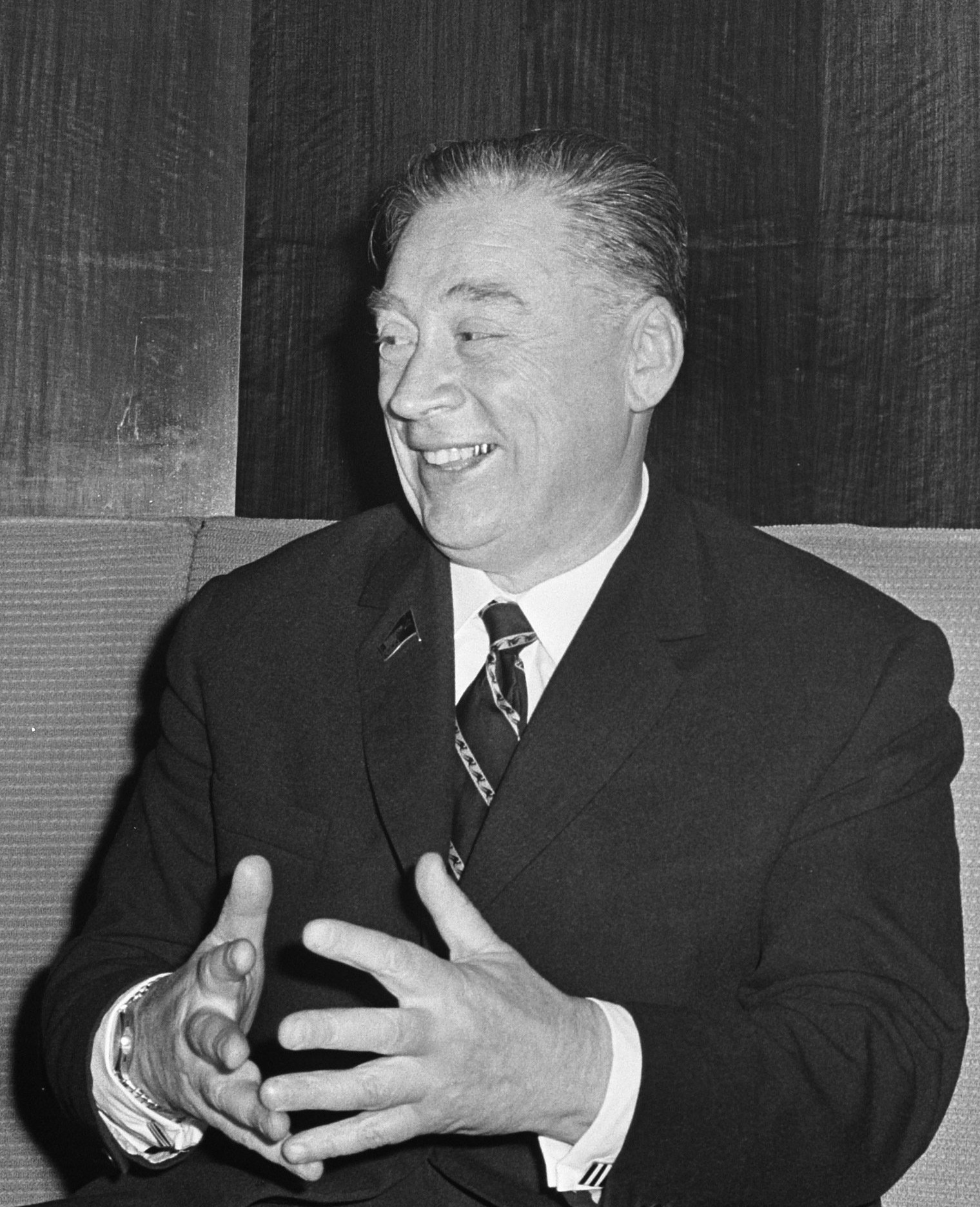
Командир корпуса Е. Ф. Логинов

2-й гвардейский Брянский бомбардировочный авиационный корпус создан 17 января 1945 года путём преобразования 2-го гвардейского Брянского авиационного корпуса дальнего действия

## Преобразование корпуса
2-й гвардейский Брянский бомбардировочный авиационный корпус 10 января 1949 года переименован в 70-й гвардейский Брянский тяжёлый бомбардировочный авиационный корпус

## В действующей армии
В составе действующей армии:
- с 17 января 1945 года по 9 мая 1945 года[3], всего 113 дней

## Командир корпуса
- Генерал-лейтенант авиации Логинов, Евгений Фёдорович (с 17 января 1945 по август 1946 года);
- Генерал-лейтенант авиации Буянский, Николай Николаевич (1946—1948).

## В составе объединений
| Объединение                         | Период                  |
| ----------------------------------- | ----------------------- |
| 18-я воздушная армия                | 17.01.1945 — 09.04.1946 |
| 2-я воздушная армия дальней авиации | 09.04.1946 — 20.02.1949 |

## Соединения, части и отдельные подразделения корпуса

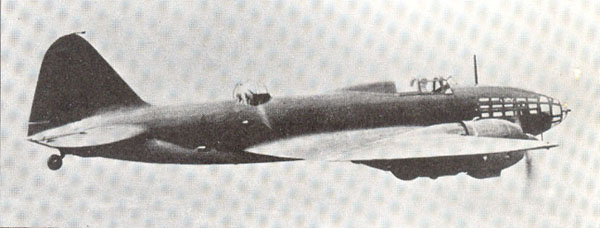
Самолёт корпуса Ил-4

- 2-я гвардейская бомбардировочная авиационная дивизия[4]
  - 3-й гвардейский бомбардировочный авиационный полк (Ил-4)
  - 18-й гвардейский бомбардировочный авиационный полк (Ил-4)
  - 19-й гвардейский бомбардировочный авиационный полк (Ил-4)
- 7-я гвардейская бомбардировочная авиационная дивизия[4]
  - 9-й гвардейский бомбардировочный авиационный полк (Ил-4)
  - 21-й гвардейский бомбардировочный авиационный полк (Ил-4, В-25)
- 13-я гвардейская бомбардировочная авиационная дивизия[4]

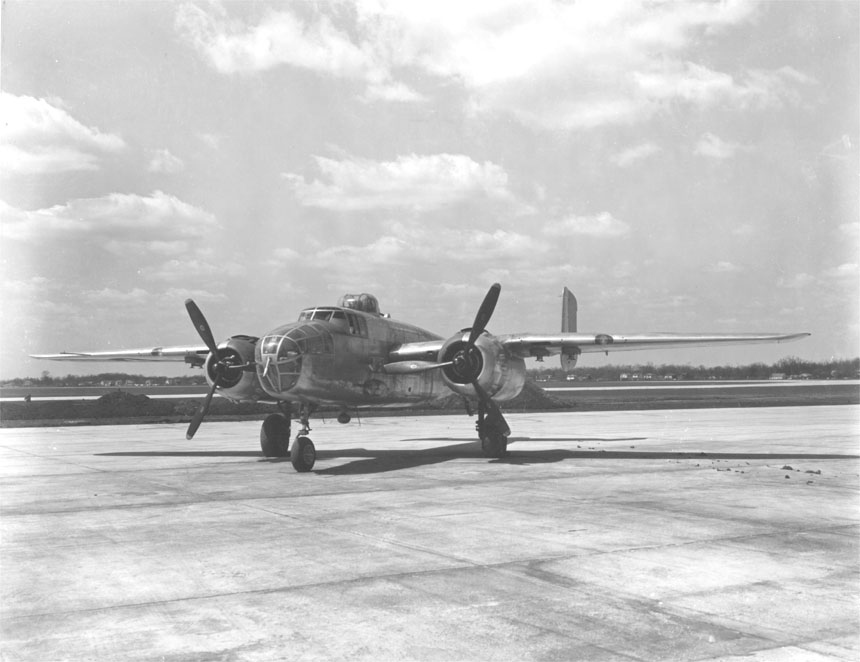
Самолёт корпуса В-25

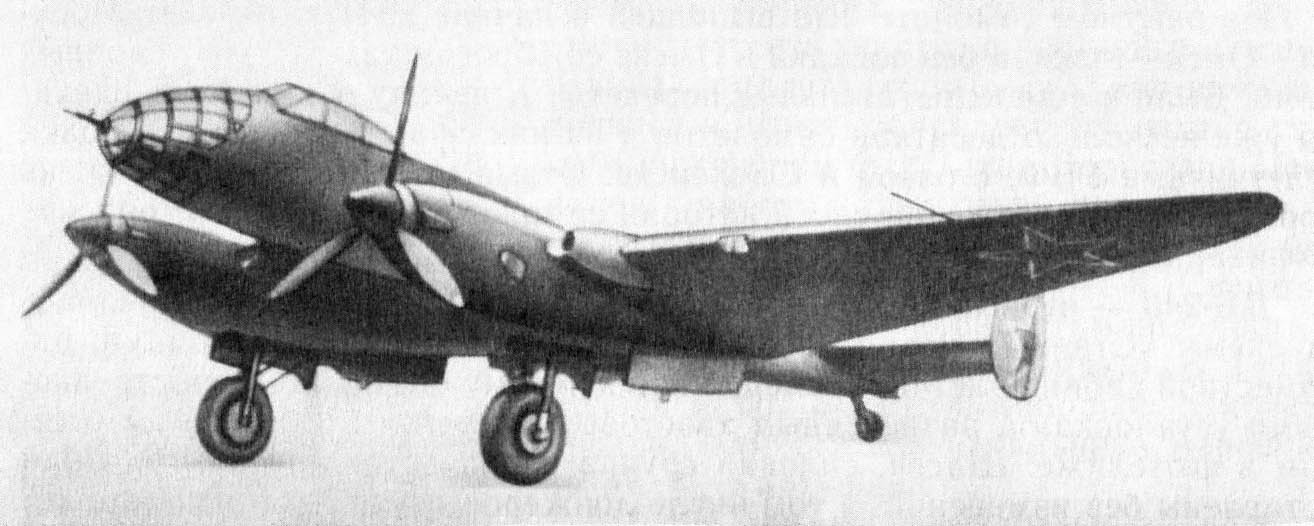
Самолёт Ер-2. Состоял на вооружении 18-й гвардейской дивизии

- - 20-й гвардейский бомбардировочный Севастопольский ордена Суворова авиационный полк (Ил-4)
  - 224-й гвардейский бомбардировочный авиационный полк (Ил-4)
  - 226-й гвардейский бомбардировочный авиационный полк (Ил-4)
- 18-я гвардейская бомбардировочная авиационная дивизия[4] (с 30 марта в составе корпуса)
  - 327-й бомбардировочный авиационный полк (Ер-2)
  - 328-й бомбардировочный авиационный полк (резервный полк, в боевых действиях не участвовал) (Ер-2)
  - 329-й бомбардировочный авиационный полк (Ер-2)
  - 332-й бомбардировочный авиационный полк (резервный полк в боевых действиях не участвовал) (Ер-2)
- 179-й истребительный авиационный Ярославский ордена Суворова полк (с 31.05.1946 г. по 1948 г.)

## Участие в операциях и битвах
- Висло-Одерская наступательная операция[5]— с 12 января 1945 года по 3 февраля 1945 года.
- Инстербургско-Кенигсбергская операция[5] — с 13 января 1945 года по 27 января 1945 года.
- Будапештская операция[5] — c 17 января 1945 года по 13 февраля 1945 года.
- Восточно-Померанская операция[5] — с 20 февраля 1945 года по 4 апреля 1945 года.
- Верхне-Силезская операция — с 15 марта 1945 года по 31 марта 1945 года.
- Кенигсбергская операция[5] — с 6 апреля 1945 года по 9 апреля 1945 года.
- Штурм Кёнигсберга[6] — 7 апреля 1945 года
- Берлинская операция — с 16 апреля 1945 года по 8 мая 1945 года.

## Почётные наименования
- 2-й гвардейской Севастопольской бомбардировочной авиационной дивизии присвоено почётное наименование «Берлинская»[7].
- 7-й гвардейской Севастопольской бомбардировочной авиационной дивизии присвоено почётное наименование «Берлинская»[7].
- 13-й гвардейской Днепропетровской бомбардировочной авиационной дивизии 5 апреля 1945 года за отличие в боях при разгроме окруженной группировки противника в Будапеште и овладении столицей Венгрии городом Будапешт — стратегически важным узлом обороны немцев на путях к Вене присвоено почётное наименование «Будапештская»[8].
- 18-й гвардейской Орловской бомбардировочной авиационной дивизии присвоено почётное наименование «Будапештская»[8].
- 3-му гвардейскому Полтавскому Краснознамённому бомбардировочному авиационному полку присвоено почётное наименование «Берлинский»[7].
- 9-му гвардейскому Полтавскому Краснознамённому бомбардировочному авиационному полку присвоено почётное наименование «Берлинский»[7].
- 18-му гвардейскому Севастопольскому Краснознамённому бомбардировочному авиационному полку присвоено почётное наименование «Берлинский»[7].
- 19-му гвардейскому Рославльскому Краснознамённому бомбардировочному авиационному полку присвоено почётное наименование «Катовицкий»[9].
- 21-му гвардейскому бомбардировочному авиационному Кировоградскому Краснознамённому полку 5 апреля 1945 года за отличие в боях при разгроме окруженной группировки противника в Будапеште и овладении столицей Венгрии городом Будапешт — стратегически важным узлом обороны немцев на путях к Вене присвоено почётное наименование «Будапештский»[8].
- 224-му гвардейскому Ржевскому Краснознамённому бомбардировочному авиационному полку 5 апреля 1945 года за отличие в боях при разгроме окруженной группировки противника в Будапеште и овладении столицей Венгрии городом Будапешт — стратегически важным узлом обороны немцев на путях к Вене присвоено почётное наименование «Будапештский»[8].
- 226-му гвардейскому Сталинградскому Краснознамённому бомбардировочному авиационному полку присвоено почётное наименование «Катовицкий»[9].

## Награды
- 13-я гвардейская бомбардировочная авиационная Днепропетровско-Будапештская дивизия за образцовое выполнение заданий командования в боях при овладении столицей Германии городом Берлин Указом Президиума Верховного Совета СССР награждена орденом «Суворова II степени».
- 12-й гвардейский бомбардировочный авиационный Гатчинский полк за образцовое выполнение заданий командования в боях при овладении столицей Германии городом Берлин Указом Президиума Верховного Совета СССР награждён орденом «Суворова III степени».
- 20-й гвардейский бомбардировочный авиационный Севастопольский полк за образцовое выполнение заданий командования в боях при овладении столицей Германии городом Берлин Указом Президиума Верховного Совета СССР награждён орденом «Суворова III степени».

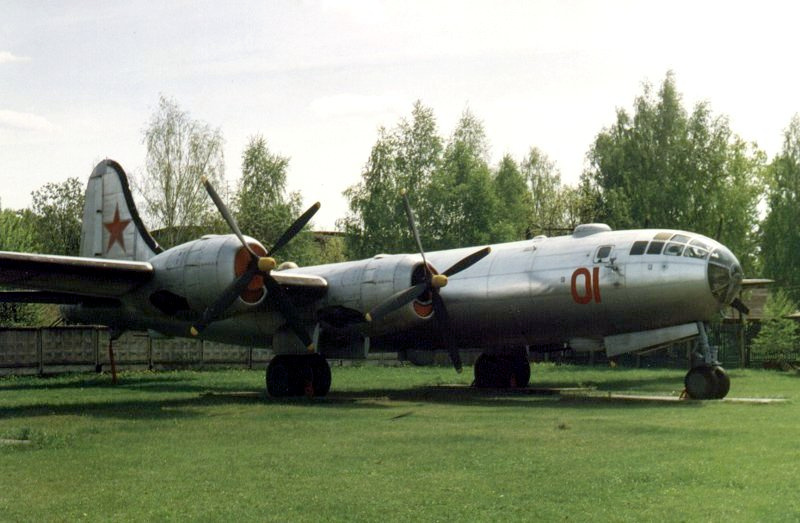
Самолет корпуса с 1949 по 1955 годы — Ту-4. На фото единственный сохранившийся в России экземпляр самолета в музее в Монино

## Благодарности Верховного Главного Командования
- За отличие в боях при овладении в Домбровском угольном районе городами Катовице, Семяновиц, Крулевска Гута (Кенигсхютте), Миколув (Николаи) и в Силезии городом Беутен[10].
- За отличие в боях при разгроме окруженной группировки противника в Будапеште и овладении столицей Венгрии городом Будапешт — стратегически важным узлом обороны немцев на путях к Вене[11].
- За отличие в боях при разгроме группы немецких войск юго-западнее Кёнигсберга[12].
- За отличие в боях при овладении городом и крепостью Гданьск — важнейшим портом и первоклассной военно-морской базой немцев на Балтийском море[13].
- За отличие в боях при овладении крепостью и главным городом Восточной Пруссии Кенигсберг — стратегически важным узлом обороны немцев на Балтийском море[14].
- За отличие в боях при разгроме берлинской группы немецких войск и овладением столицы Германии городом Берлин — центром немецкого империализма и очагом немецкой агрессии[15].
- За отличие в боях при овладении портом и военно-морской базой Свинемюнде — крупным портом и военно-морской базой немцев на Балтийском море[16].

## Базирование
| Период            | Аэродром                                     |
| ----------------- | -------------------------------------------- |
| 03.1945 — 04.1946 | Замостье, Полтавская область, Украинская ССР |
| 04.1946 — 08.1956 | Полтава, Украинская ССР                      |